# Huib Noorlander
Huibert (Huib) Noorlander (Schiebroek, 1 januari 1928 – Nijmegen, 13 juni 2004) was een Nederlandse beeldhouwer.

## Leven en werk
Noorlander werd opgeleid aan de Rotterdamse Academie. Hij richtte in 1951 samen met onder anderen Louis van Roode en Kees Franse de kunstenaarsgroep 'Argus' op. Vanaf de jaren '60 vormde hij een bekend kunstenaarsduo met zijn Hongaarse echtgenote Joeki Simak.

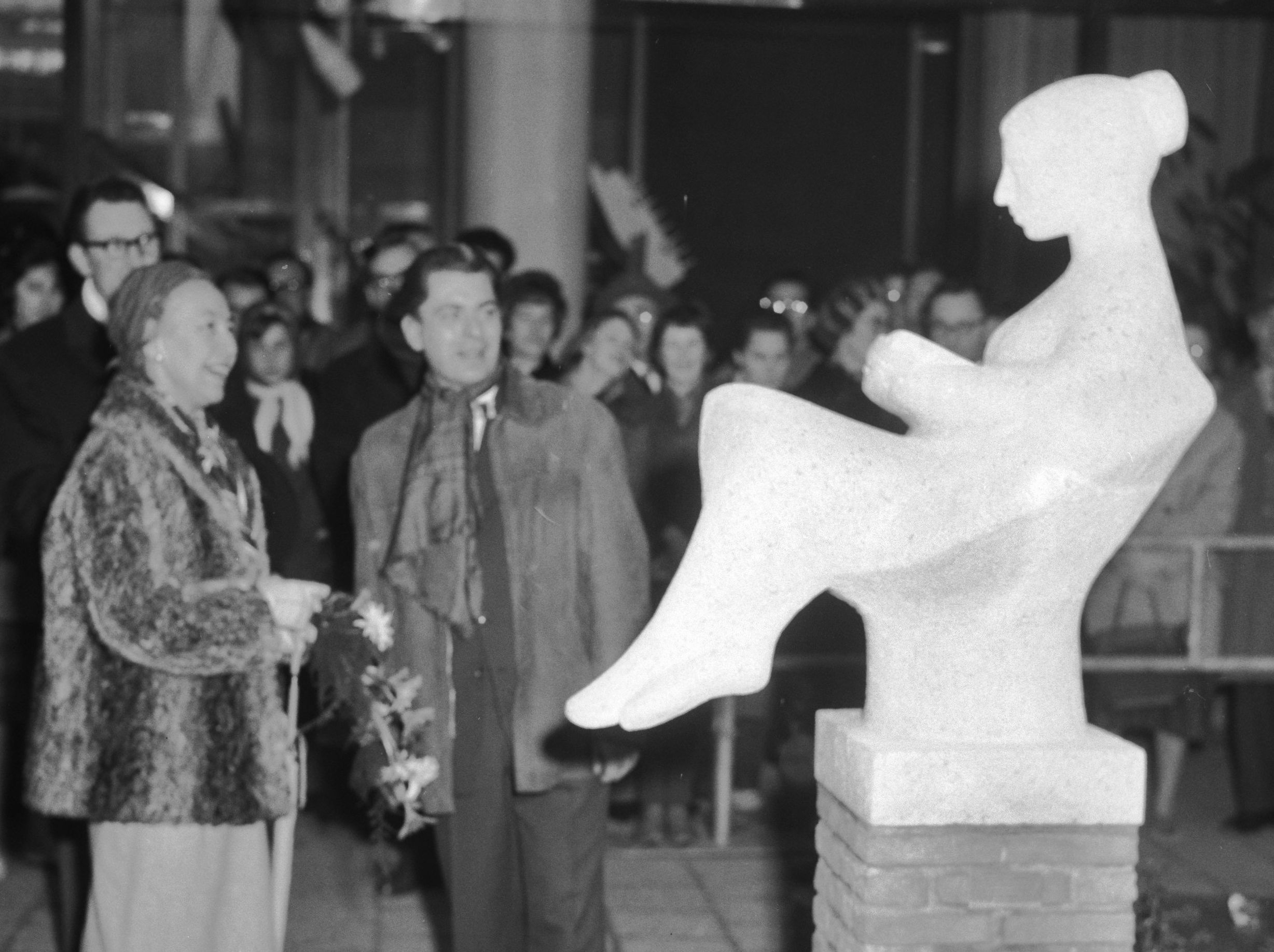
Mevr. Van Walsum en Huib Noorlander bij de onthulling van Lezend meisje (1960)

Ter gelegenheid van het 100-jarig bestaan van de Holland-Amerika Lijn, maakte hij een beeld van 'Ketelbinkie' (1973). Sinds 1998 staat een replica in het Maritiem Museum Rotterdam. Een verkleinde versie wordt jaarlijks, als Ketelbinkieprijs uitgereikt.
Zijn beelden van het 'Lezend meisje' en 'Het gezin' in Rotterdam waren oorspronkelijk uitgevoerd in natuursteen. Na beschadiging is van beide beelden een bronzen afgietsel gemaakt.

## Werken (selectie)
- plastiek in brons (1959), LTS Schoonhoven
- Lezend meisje (1960), Korte Lijnbaan, Rotterdam
- Opvliegende meeuwen (1963), Waalhaven, Rotterdam
- Verzetskruis (1969), Hofplein, Rotterdam
- Thomas More (1970), Stationssingel, Rotterdam
- Ketelbinkie (1973), 1e Katendrechtse Hoofd, Katendrecht
- Het Stryper Wyfke (1982), Terschelling
- Ketelbinkie (1998), Maritiem Museum Rotterdam
- Bierdrinker, Crooswijksesingel, Rotterdam, voor de voormalige Heinekenbrouwerij
- Het gezin, Slingeplein, Rotterdam

## Galerij

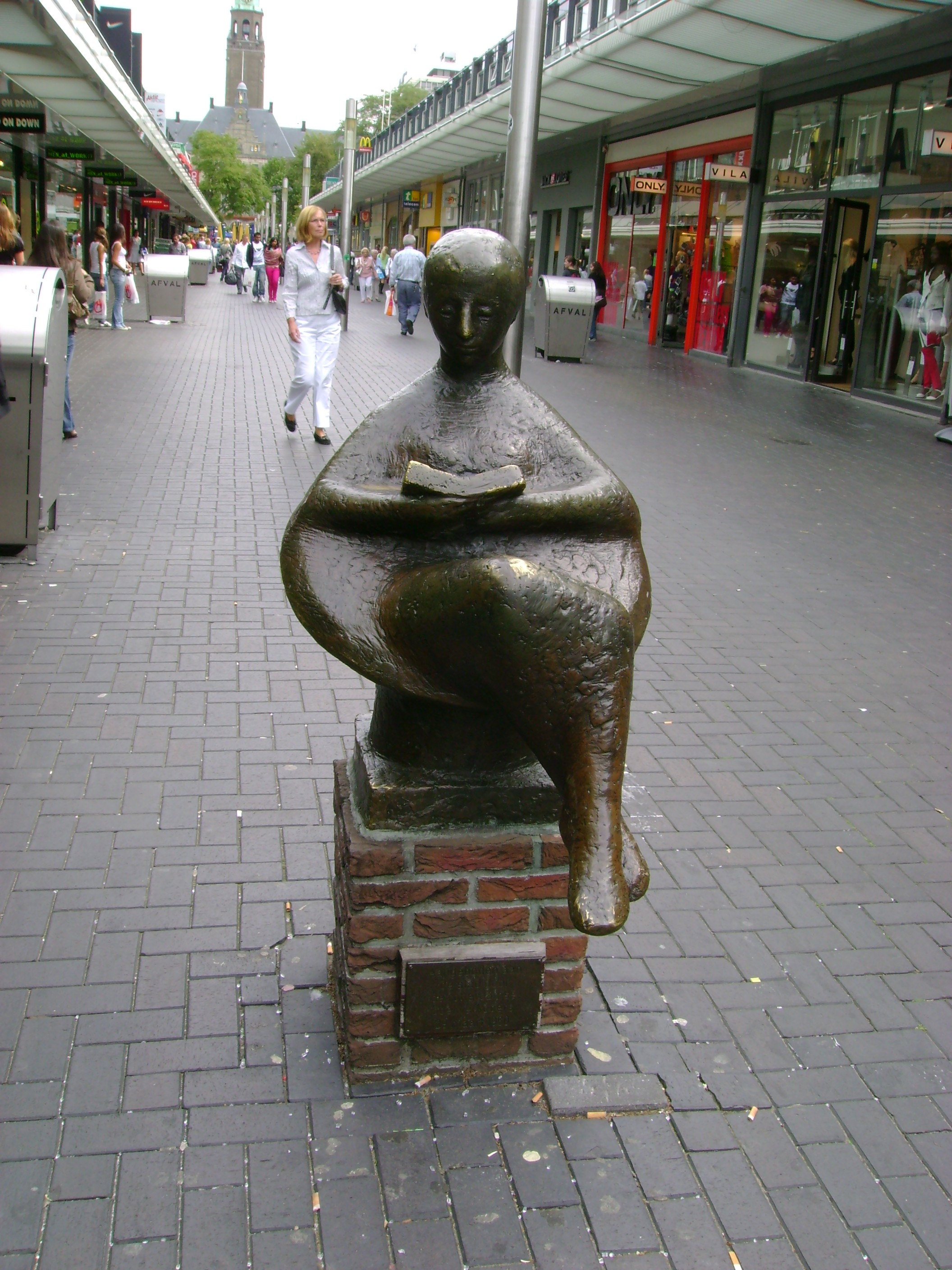
Lezend meisje
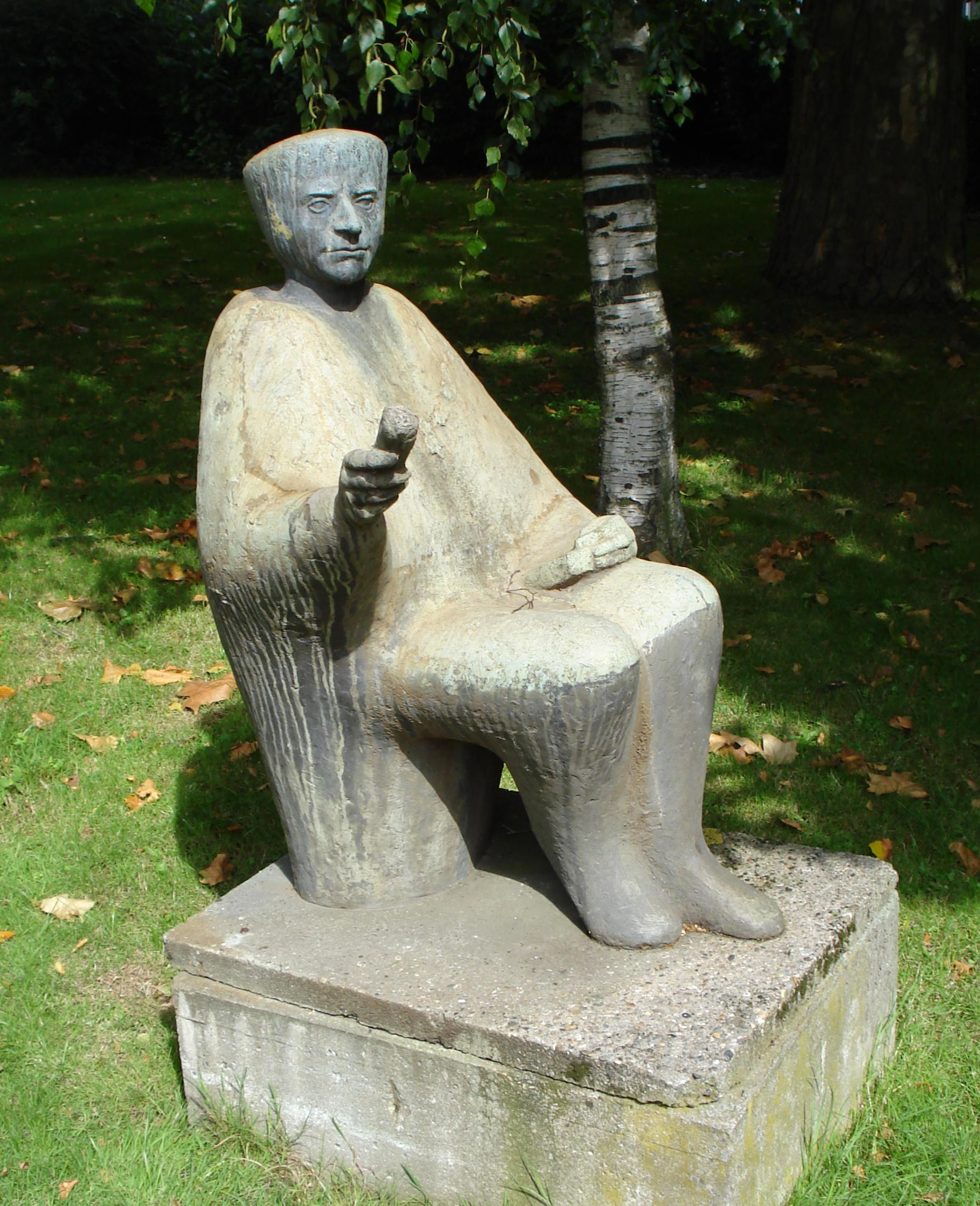
Thomas More
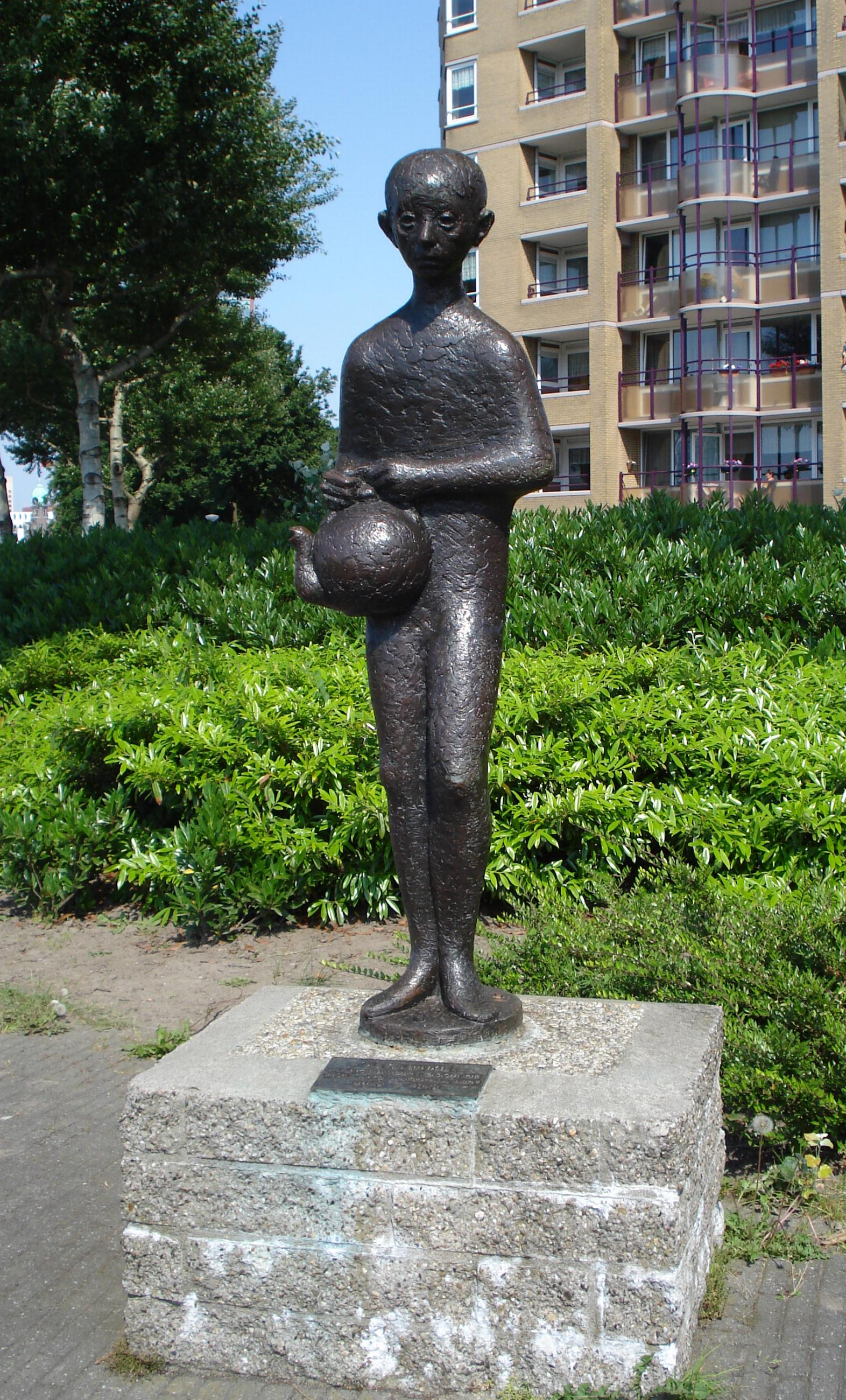
Ketelbinkie
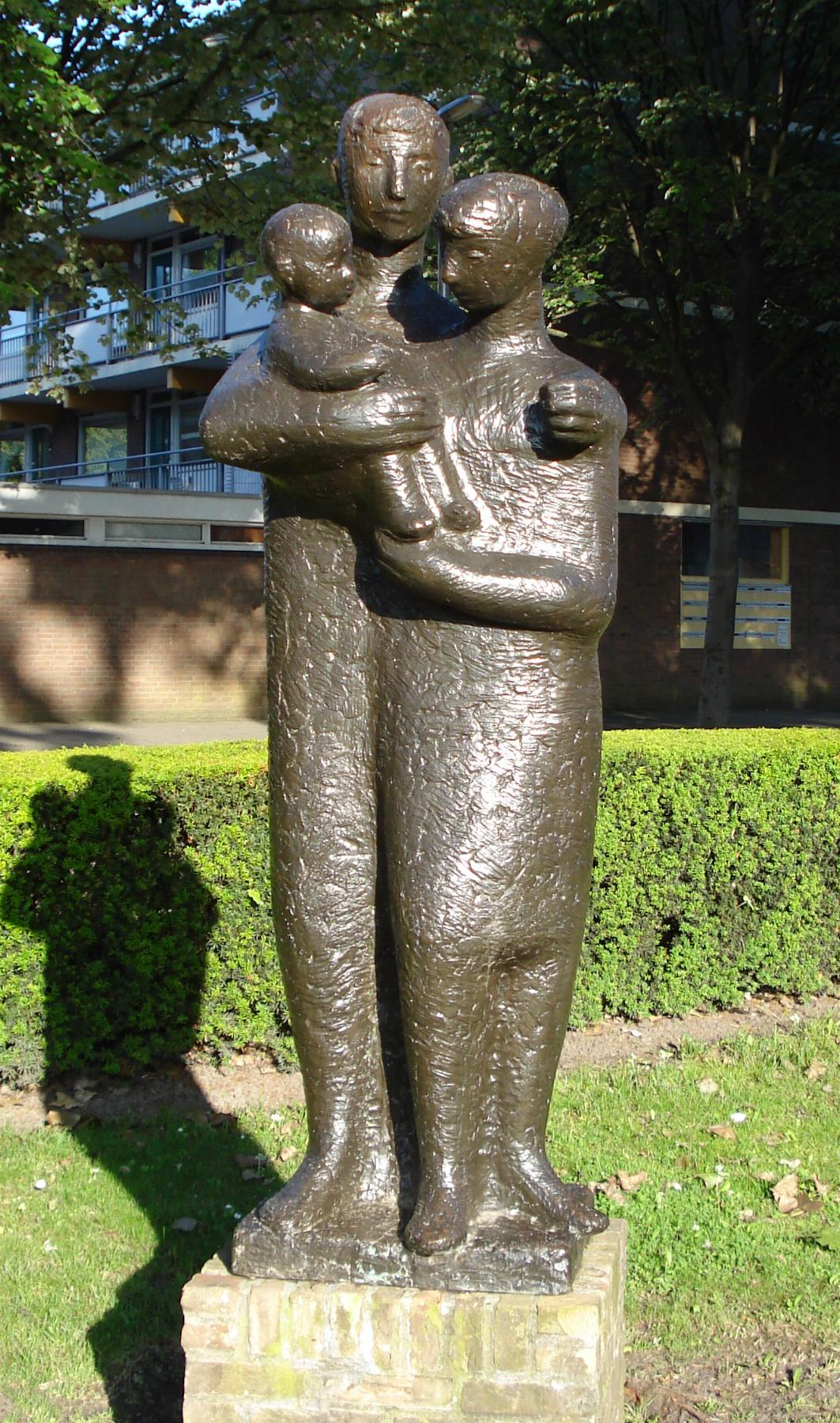
Het gezin
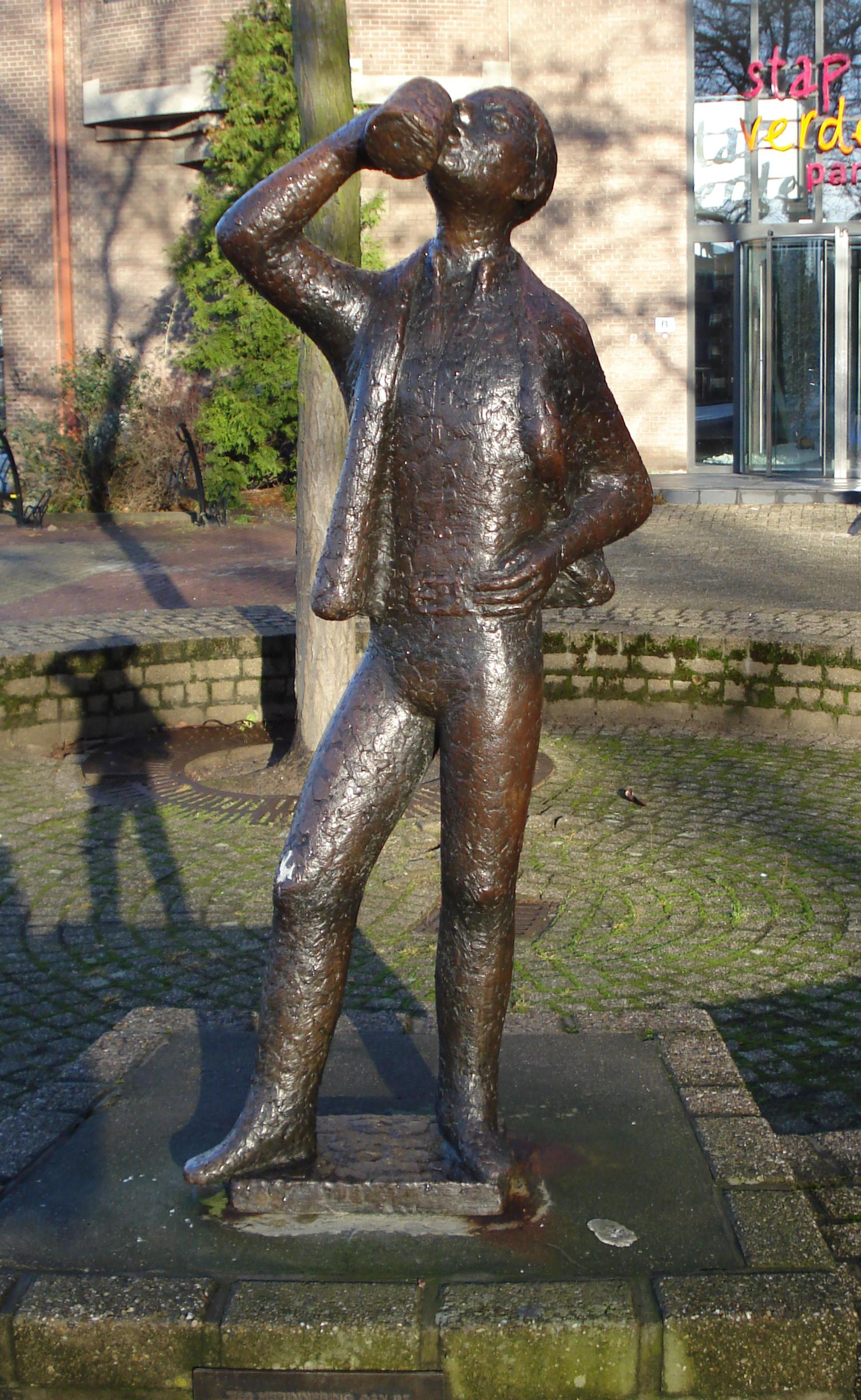
Bierdrinker